# Štefanová (národní přírodní památka)
Štefanová je jeskyně a národní přírodní památka v katastrálním území obce Demänovská Dolina v okrese Liptovský Mikuláš v Žilinském kraji na Slovensku. Území bylo vyhlášeno v roce 2001. Jeskyně se nachází v národní přírodní rezervaci Demänovská dolina.